# 1848 en architecture
| Années de l'architecture : 1845 - 1846 - 1847 - 1848 - 1849 - 1850 - 1851    |
| Décennies de l'architecture : 1810 - 1820 - 1830 - 1840 - 1850 - 1860 - 1870 |

Cet article présente les faits marquants de l'année 1848 en architecture.

## Réalisations
- Construction de la cathédrale de l'Archange Saint-Michel à Sitka en Alaska.
- Construction de la Duncan House à Cooksville (en), dans le Wisconsin.

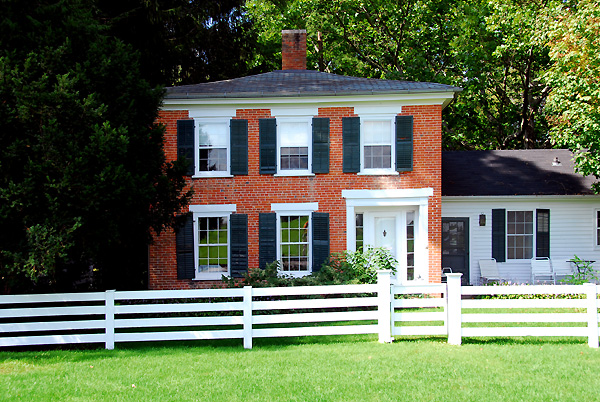
La Duncan House en 2006.

- Achèvement des travaux de reconstruction et d'agrandissement de l'Hôtel de ville de Paris malgré la Révolution française de 1848, au cours de laquelle il fut le théâtre d'événements majeurs.

## Événements
- Joseph-Louis Lambot développe la méthode du ciment armé, à l'origine du béton armé.

## Récompenses
- Royal Gold Medal : Charles Robert Cockerell.
- Prix de Rome : Charles Garnier.

## Naissances
- 14 juin : Paul Tornow († 6 juin 1921).
- Luigi Manini († 1936).

## Décès
- 24 août : Vassili Stassov (° 4 août 1769).